# Molophilus ulbracullima
Molophilus ulbracullima là một loài ruồi trong họ Limoniidae. Chúng phân bố ở miền Australasia.